# Memoriał Bronisława Czecha i Heleny Marusarzówny
Memoriał Bronisława Czecha i Heleny Marusarzówny – zawody narciarskie rozgrywane w Zakopanem w marcu co roku od 1946 do 1994 poświęcone pamięci Bronisława Czecha i Heleny Marusarzówny.
Memoriał pierwszy raz rozegrano w marcu 1946 r. z inicjatywy działaczy klubu SNPTT-1907 Zakopane. Na początku zawodnicy rywalizowali w czwórboju na Memoriale Bronisława Czecha i Heleny Marusarzówny, na który składały się konkurencje klasyczne i alpejskie: bieg, skoki, slalom i zjazd. Zwycięzcami byli sportowcy, którzy zgromadzili najmniejszą liczbę punktów we wszystkich konkurencjach.
W 1952 rozdzielono kombinację alpejską (slalom+zjazd) i kombinację norweską (skoki+biegi) oraz dodano bieg 10 km jako konkurencję dla kobiet.
W 1953 dodano bieg na 15 km mężczyzn, a w memoriale uczestniczyli zawodnicy nie tylko z Polski, ale również z Czechosłowacji, NRD i Węgier.
W 1954 na memoriał po raz pierwszy przyjechali Austriacy.
W 1955 w memoriale zaczęli brać udział Francuzi i Finowie, a do konkurencji dodano sztafety 3 x 10 km kobiet i 4 x 10 km mężczyzn.
W 1957 w memoriale uczestniczyło 116 narciarzy z 11 państw, zaczęli w nim brać udział zawodnicy z ZSRR i Jugosławii.
Zawodnicy z USA uczestniczyli po raz pierwszy w 1958.
W 1966 w memoriale uczestniczyli zawodnicy z 18 państw.
Memoriał był znaczącymi zawodami w latach 60., aż do końca lat 70. XX wieku. 
Na program tych zawodów składały się wówczas następujące dyscypliny sportowe:
- Kombinacja alpejska na Memoriale Bronisława Czecha i Heleny Marusarzówny,
- Kombinacja norweska na Memoriale Bronisława Czecha i Heleny Marusarzówny,
- Biegi narciarskie na Memoriale Bronisława Czecha i Heleny Marusarzówny,
- Skoki narciarskie na Memoriale Bronisława Czecha i Heleny Marusarzówny.

Jego ranga spadła na skutek kryzysu w Polsce i stanu wojennego. Ostatnie zawody rozegrano w marcu 1994 roku.
Obecnie bardziej znaczące w Zakopanem są zawody Pucharu Świata w skokach narciarskich.